# جامع تكاب
جامع تكاب (بالفارسية: مسجد جامع تکاب) هو مسجد تاريخي يعود إلى عصر القاجاريين، ويقع في تكاب.